# Asgard (arquéia)
Asgard ou Asgardarchaeota é um superfilo proposto que consiste em um grupo de arquéias não cultivadas que inclui Lokiarchaeota, Thorarchaeota, Odinarchaeota, Heimdallarchaeota. O superfilo de Asgard representa os parentes procarióticos mais próximos dos eucariotos.

## Descoberta
Os Asgards eram conhecidos apenas a partir de fragmentos de DNA isolados de sedimentos do fundo do mar e outros ambientes extremos.
No verão de 2010, foram analisados sedimentos de uma amostra de solo gravitacional capturado no vale do rift, na dorsal de Knipovich, no Oceano Ártico, perto do chamado local de ventilação hidrotermal do castelo de Loki. Horizontes específicos de sedimentos previamente mostrados para conter grandes abundâncias de novas linhagens archaeais foram submetidos a análise metagenômica.
Em 2019, uma equipe no Japão conseguiu cultivar um micróbio a partir de sedimentos do fundo do mar e sequenciou o genoma da cepa MK-D1 de Prometheoarchaeum syntrophicum, é membro deste superfilo.

## Metabolismo

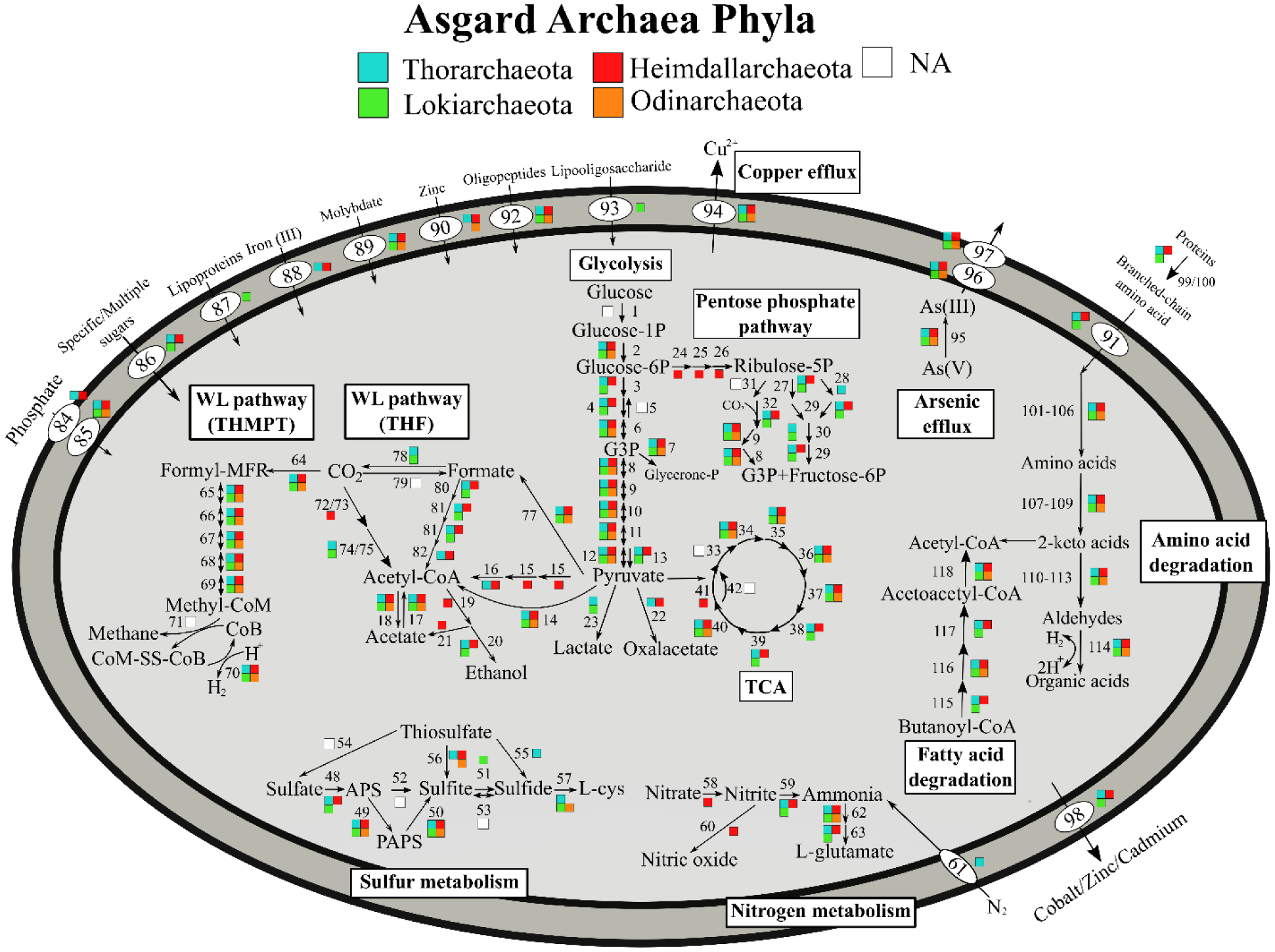
Vias metabólicas de Asgard archaea, variação por filo.
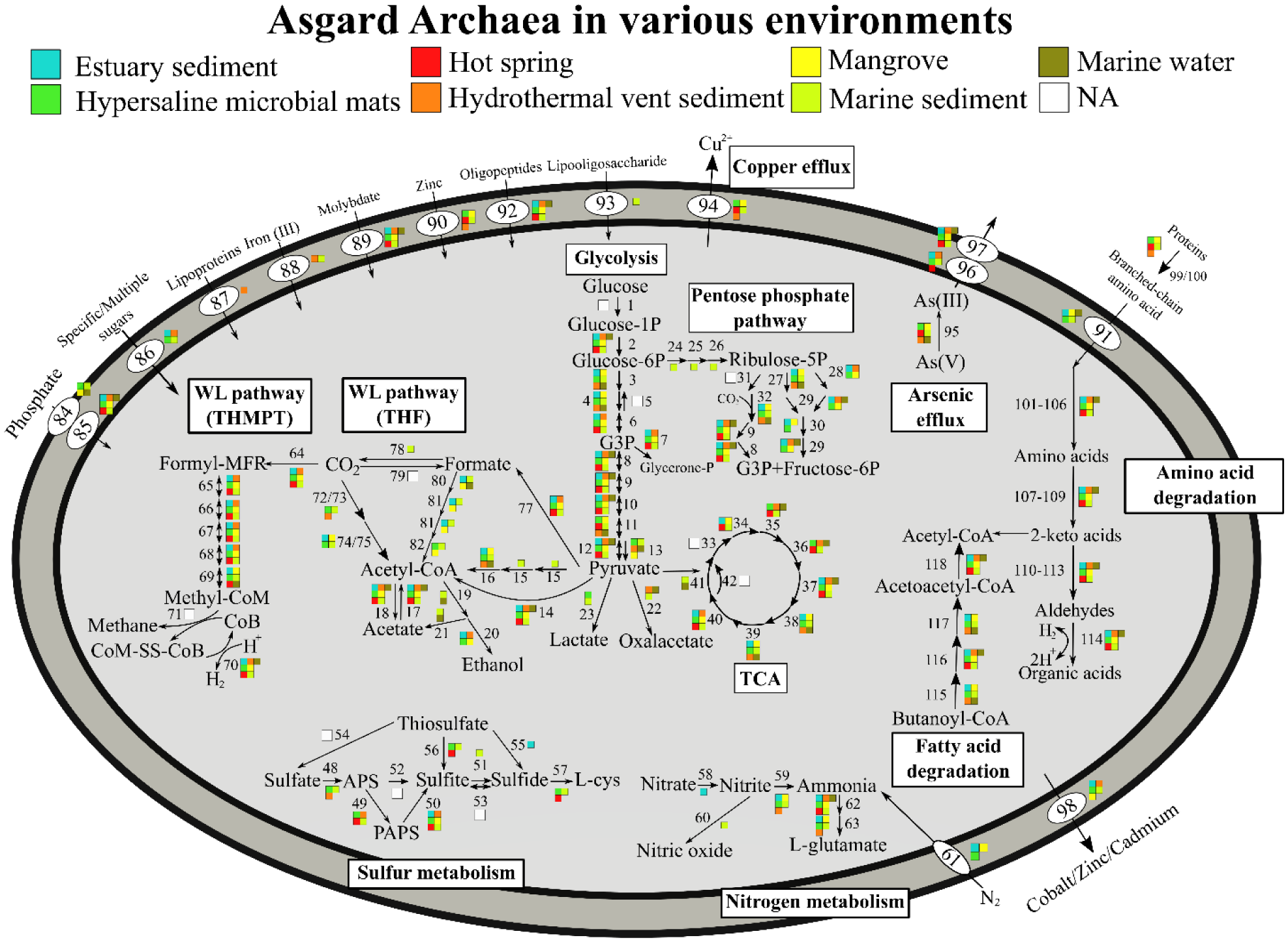
Vias metabólicas de Asgard archaea, variação por ambiente.

## Classificação
A relação filogenética desse grupo ainda está em discussão. O relacionamento dos membros é aproximadamente o seguinte:
| No cladogram specified! | Asgard |

Moldura verde: Asgard